# Ketura
Ketura (hebrejsky קְטוּרָה‎, v oficiálním přepisu do angličtiny Qetura) je vesnice typu kibuc v Izraeli, v Jižním distriktu, v oblastní radě Chevel Ejlot.

## Geografie
Leží v nadmořské výšce 116 metrů v jižní části údolí vádí al-Araba, přibližně 115 km od jižního břehu Mrtvého moře. Západně od obce se prudce zvedá aridní oblast pouště Negev.
Obec se nachází 168 kilometrů od břehu Středozemního moře, přibližně 235 km jihovýchodně od centra Tel Avivu, 200 km jižně od historického jádra Jeruzaléma a 47 km severoseverovýchodně od města Ejlat. Keturu obývají Židé, přičemž osídlení v tomto regionu je etnicky převážně židovské. Obec je jen 2 km vzdálena od mezinárodní hranice mezi Izraelem a Jordánskem.
Ketura je na dopravní síť napojena pomocí dálnice číslo 90, ze které tu k západu odbočuje dálnice číslo 40 (stará spojovací silnice z Ejlatu do Beerševy přes Micpe Ramon).

## Dějiny

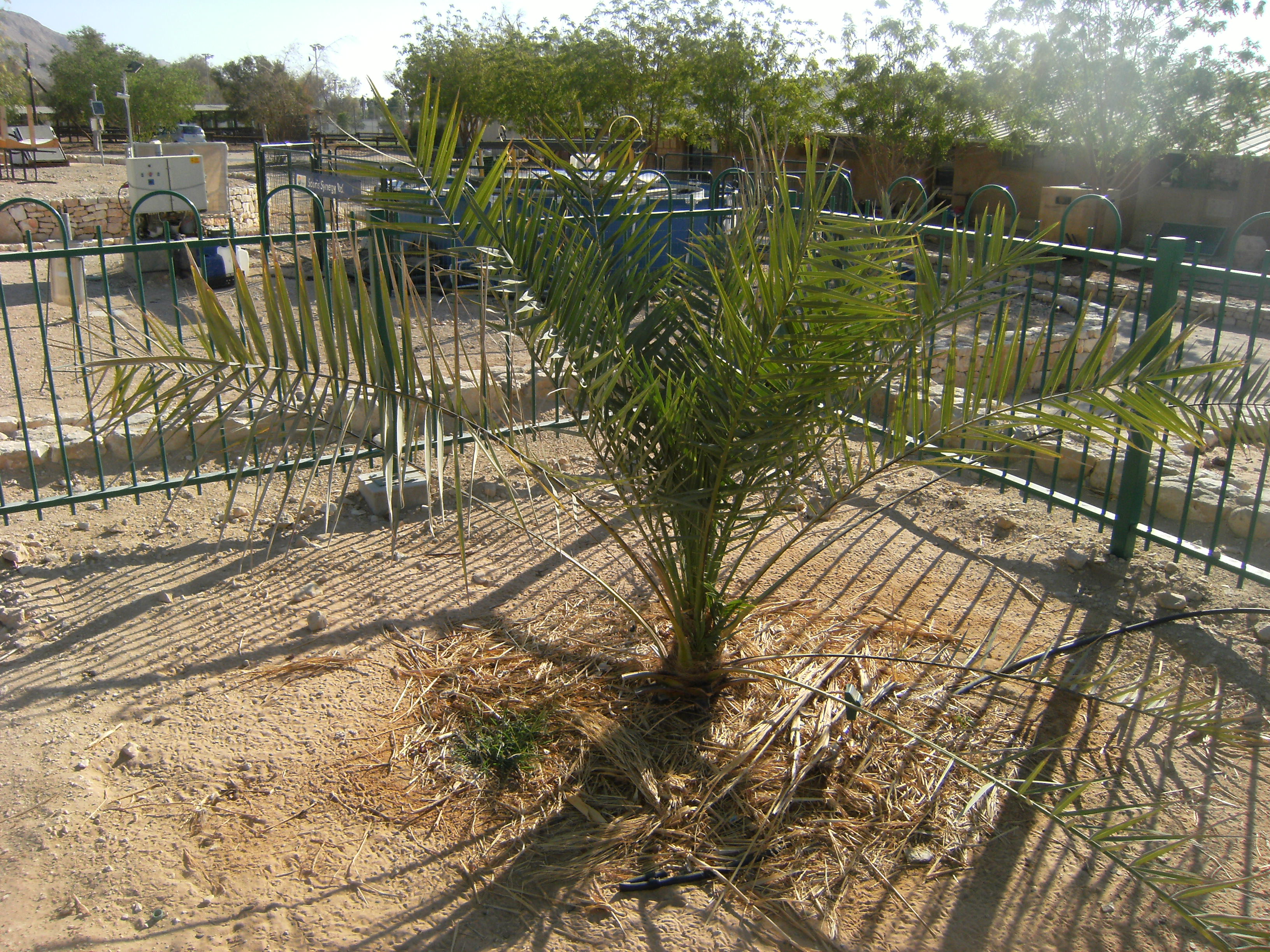
Judská datlová palma

Ketura byla založena v roce 1970. Jako civilní sídlo existuje od 22. listopadu 1973. Jeho zakladateli byla skupina Židů z USA napojených na sionistické hnutí Young Judaea. Později je doplnily i další osadnické skupiny. Jméno kibucu je odvozeno od biblické postavy Ketúry zmiňované v Knize Genesis 25, 1
Místní ekonomika je orientována na zemědělství (palmové háje, produkce mléka), jehož význam ale klesá. Roste role sektoru služeb. Část obyvatel za prací dojíždí mimo obec. Kibuc neprošel privatizací a udržuje si některé prvky kolektivismu ve svém hospodaření. Funguje tu společná jídelna, plavecký bazén, sportovní areály, společenské středisko a mateřská škola.
Roku 2005 se tu podařilo uměle vyklíčit dva tisíce let starou datlovou pecku z Masady a tato palma byla roku 2011 přesazena do země. Jde o samčí palmu a je to jediný exemplář datlové palmy místního druhu.

## Demografie
Obyvatelstvo kibucu je smíšené, tedy sekulární i nábožensky založené. Podle údajů z roku 2014 tvořili naprostou většinu obyvatel v Ketuře Židé – cca 400 osob (včetně statistické kategorie "ostatní", která zahrnuje nearabské obyvatele židovského původu ale bez formální příslušnosti k židovskému náboženství, cca 500 osob).
Jde o menší obec vesnického typu s dlouhodobě stagnující populací. K 31. prosinci 2014 zde žilo 477 lidí. Během roku 2014 populace stoupla o 5,3 %.
| Rok            | 1983 | 1995 | 2001 | 2003 | 2004 | 2005 | 2006 | 2007 | 2008 | 2009 | 2010 | 2011 | 2012 | 2013 | 2014 |
| -------------- | ---- | ---- | ---- | ---- | ---- | ---- | ---- | ---- | ---- | ---- | ---- | ---- | ---- | ---- | ---- |
| Počet obyvatel | 127  | 290  | 359  | 458  | 435  | 428  | 454  | 439  | 458  | 456  | 487  | 476  | 473  | 453  | 477  |